# Art poétique (Verlaine)
Pour les articles homonymes, voir Art poétique (homonymie).
Art poétique est un poème de Paul Verlaine écrit en avril 1874 et publié postérieurement chez l'éditeur Léon Vanier, en 1882, dans la revue littéraire et artistique Paris moderne, puis en 1884 dans le recueil Jadis et Naguère.

## Texte
ART POÉTIQUE

De la musique avant toute chose,

Et pour cela préfère l’Impair

Plus vague et plus soluble dans l’air,

Sans rien en lui qui pèse ou qui pose. 

Il faut aussi que tu n’ailles point

Choisir tes mots sans quelque méprise :

Rien de plus cher que la chanson grise

Où l’Indécis au Précis se joint.

C’est des beaux yeux derrière des voiles,

C’est le grand jour tremblant de midi,

C’est, par un ciel d’automne attiédi,

Le bleu fouillis des claires étoiles !

Car nous voulons la Nuance encor,

Pas la Couleur, rien que la nuance !

Oh ! la nuance seule fiance

Le rêve au rêve et la flûte au cor !

Fuis du plus loin la Pointe assassine,

L’Esprit cruel et le Rire impur,

Qui font pleurer les yeux de l’Azur,

Et tout cet ail de basse cuisine !

Prends l’éloquence et tords-lui son cou !

Tu feras bien, en train d’énergie,

De rendre un peu la Rime assagie.

Si l’on n’y veille, elle ira jusqu’où ?

Ô qui dira les torts de la Rime ?

Quel enfant sourd ou quel nègre fou

Nous a forgé ce bijou d’un sou

Qui sonne creux et faux sous la lime ?

De la musique encore et toujours !

Que ton vers soit la chose envolée

Qu’on sent qui fuit d’une âme en allée

Vers d’autres cieux à d’autres amours.

Que ton vers soit la bonne aventure

Éparse au vent crispé du matin

Qui va fleurant la menthe et le thym…

Et tout le reste est littérature.

## Forme et propos
Le poème, dédié à Charles Morice dans son édition dans le recueil Jadis et Naguère, est composé de neuf quatrains à rimes embrassées d'ennéasyllabes, des vers de neuf syllabes, conformément à l'injonction « Et pour cela préfère l'Impair ».
Comparé par Verlaine à une simple « chanson », il est pourtant perçu à l'époque comme une sorte de manifeste du symbolisme,, en particulier pour sa strophe consacrée à la « nuance », même si cet aspect est discuté par les commentateurs contemporains,, qui s'accordent néanmoins à reconnaître un ensemble de lignes de forces en matière de versification : assouplissement de la rime, préférence pour les mètres courts et impairs, recherche de la musicalité et goût de la nuance.

## Adaptations
Léo Ferré a mis le poème en musique dans le cadre de son double-album Verlaine et Rimbaud, paru en 1964.